# Bruno Dorella
Bruno Dorella (Milano, 7 marzo 1973) è un musicista e produttore discografico italiano conosciuto anche con gli pseudonimi di Jack Cannon e Ventolin Orchestra.
È fondatore di diversi gruppi musicali, tra cui OvO, Ronin e Bachi da Pietra. È stato anche membro dei Wolfango e produttore discografico con l'etichetta Bar La Muerte.

## Biografia

### Infanzia e studi
Nato a Milano nel 1973, chitarrista autodidatta, dopo gli studi classici abbandona l'Università per dedicarsi a tempo pieno alla musica.

### 1997-1999: Tra Wolfango e Bar La Muerte
Nel 1995 Bruno Dorella entra a far parte dei Wolfango come batterista, al primo omonimo album per il Consorzio Produttori Indipendenti di Giovanni Lindo Ferretti e  I dischi del mulo . Di lì a poco, Dorella dà vita alla propria etichetta discografica chiamata Bar La Muerte al fine di produrre progetti propri e altrui, che sarebbero stati difficilmente proponibili nel circuito indie rock di quel periodo, determinando, assieme ad altre etichette coeve come la Wallace Records di Mirko Spino e la Stereosupremo di Flavio Di Marco, le sonorità e le modalità di buona parte del rock indipendente italiano degli anni '00. In questo periodo Dorella e la sua compagna Stefania Pedretti delle Allun trovarono sede operativa in un Centro sociale autogestito di Vigevano, dove conobbero e frequentarono numerosi musicisti tra cui Bugo e i R.U.N.I., tra i primi artisti prodotti dalla Bar La Muerte.
Dorella lasciò i Wolfango nel 1998 per esser sostituito da Cristiano Marcelli ancor prima che la band incidesse il secondo album. Fu proprio di quest'anno la nascita del primo embrione del progetto musicale che in seguito sarà chiamato Ronin, ispirato alle colonne sonore da film con sonorità del Western all'italiana mescolate a melodie mediterranee e balcaniche.

### 2000-2005: Lava, OvO, Bachi da Pietra, Ronin
Ad inizio 2000 Dorella aveva già avviato la band OvO con Stefania Pedretti, e nello stesso anno con la Bar La Muerte lanciava gli album Et Sise delle Allun e La prima gratta di Bugo, che lo vedeva anche alla batteria nel brano Sabato Mattina. Sempre nello stesso anno collaborò all'album Bluviola (Radon, 2001) di Daniele Brusaschetto mettendo le percussioni nel brano La Terra Dell'Arcobaleno. Se gli OvO determineranno profondamente la carriera degli anni successivi di Dorella a partire dall'album di debutto intitolato Assassine (Bar La Muerte, 2001), a cui seguirono Vae Victis (Bar La Muerte, 2002) e Cicatrici (Bar La Muerte/Ebria, 2004), oltre a varie collaborazioni e split e i numerosi tour ad essi collegati in Europa e Nord America, Cina, Messico, Israele o Vietnam, l'incontro con Stefano Pulici inaugurò il progetto di breve durata di impronta rumoristico-industriale chiamato Lava, che portò il duo ad alcune compilazioni ed allo split con Praying for Oblivion intitolato A Lesson In Obedience (Radon, 2001).
Anche i Ronin, dopo un lungo periodo di instabilità e cambi di formazione debuttavano nel 2002 con l'omonimo EP (Bar La Muerte) a cui seguì l'album omonimo (Ghost Records / Gamma Pop Records, 2004), mentre l'incontro con Giovanni Succi (ex Madrigali Magri) portò al duo chiamato Bachi da pietra che vide il debutto discografico nel 2005 con l'album Tornare nella Terra (Wallace Records, 2005)
Nel 2004 Bugo passò alla Universal ed in Golia & Melchiorre Dorella mise la batteria nel brano Sentirsi da cane, mentre fu del 2005 la collaborazione con gli statunitensi Rollerball nell'album Catholic Paws/Catholic Pause (Silber Records).

### 2006-in poi: tra musica e teatro
Nella seconda metà degli anni '00 colleziona tournée su tournée nel mondo con gli OvO, arrivando a incidere con etichette di prestigio come Load Records, Supernatural Cat e Artoffact. Il suo stile alla batteria e l'originale approccio a voce e chitarra di Stefania Pedretti li portano a superare i 1000 concerti e a suonare in festival di grande importanza come Supersonic, Roadburn, Inferno, Mystic e Le Guess Who?. Nel frattempo, anche i Ronin incidono album che ottengono successo di critica (Lemming sarà Disco del Mese sia su Rumore che su Blow Up e pochi anni dopo Fenice è ancora Disco del Mese su Blow Up) e compongono diverse colonne sonore per il cinema (in particolare, si ricorda il lavoro svolto per Vogliamo anche le rose di Alina Marazzi).
La band si fa notare anche per sonorizzazioni dal vivo di film muti come Lo Sconosciuto di Tod Browning, commissionato dal Museo Del Cinema di Torino.
I Bachi Da Pietra nel tempo diventano un gruppo di riferimento nell'indie rock italiano, incidendo con importanti etichette come La Tempesta Dischi e Garrincha Dischi. Dal 2021, con l'ingresso in formazione di Marcello Batelli, sono diventati un trio.
Nel 2015 Dorella entra nello storico gruppo industrial Sigillum S, con Eraldo Bernocchi e Paolo Bandera, e diventa direttore della Byzantium Experimental Orchestra. Dal 2017 fonda i nuovi progetti Tiresia (con Stefano Ghittoni), GDG Modern Trio (con lo stesso Ghittoni e Francesco Giampaoli), Jack Cannon (in solitaria) e nel 2018 esordisce con un album a suo nome, Concerto per chitarra solitaria, seguito nel 2022 da Paradiso. Compone musiche per teatro e danza (tra le collaborazioni, quelle con le compagnie teatrali Lenz, ErosAntEros e Linguaggicreativi, oltre a quelle con la compagnia di danza Gruppo Nanou), con apparizioni regolari a festival teatrali quali Santarcangelo Dei Teatri. Ha sonorizzato, inoltre, l'ambiente del ristorante stellato Joia di Pietro Leemann.

## Discografia

### Solista
- 2019 - Concerto per chitarra solitaria (Bronson Recordings)
- 2022 - Paradiso (Silentes)

### Con i Wolfango
- 1997 - Wolfango (I dischi del mulo)
- 1997 - Ozio (singolo) (I dischi del mulo)

### Con OvO
Album in studio
- 2001 - Assassine (Bar La Muerte)
- 2002 - Vae Victis (Bar La Muerte)
- 2004 - Cicatrici (Bar La Muerte/Ebria Records)
- 2006 - Miastenia (Load Records)
- 2008 - Crocevia (Load Records)
- 2011 - Cor Cordium (Supernatural Cat)
- 2013 - Abisso (Supernatural Cat)
- 2016 - Creatura (Dio Drone)
- 2020 - Miasma (Artoffact Records)
- 2022 - Ignoto (Artoffact Records)

### Con Ronin
Album in studio
- 2004 - Ronin (Ghost Records)
- 2007 - Lemming (Ghost Records)
- 2009 - L'ultimo re (Ghost Records)
- 2012 - Fenice (Santeria/Tannen)
- 2014 - Adagio Furioso (Santeria/Tannen)
- 2019 - Bruto Minore (Black Candy)

### Con Bachi da Pietra
Album in studio
- 2005 – Tornare nella Terra, CD, Wallace Records wallace69, Italia
- 2007 – Non io, CD, Die Schachtel, Wallace Records wallace83, Italia
- 2008 – Tarlo terzo, CD, Wallace Records wallace109, Italia
- 2010 – Quarzo, CD, Wallace Records, Santeria Records wallace138, Italia
- 2013 – Quintale, , La Tempesta Dischi, Woodworm LTD-062/13, Italia
- 2015 – Necroide, CD, Wallace Records, Tannen Records, La Tempesta Dischi wallace186, Italia
- 2021 - Reset, Garrincha Dischi
- 2023 - Accetta & Continua, Garrincha Dischi

### Con Sigillum S

#### Album in studio
- 2018 - The Irresistible Art Of Space Colonization And Its Mutation Implications (Transmutations)
- 2022 - Coalescence Of Time (Transmutations)

### Progetti paralleli
- 2017 - Jack Cannon - 1:4" / XLR (Tarzan Records)
- 2017 - Tiresia - Tiresia (Bronson Recordings)
- 2018 - GDG Modern Trio - Spazio 1918 (Brutture Moderne)
- 2019 - Tiresia - Estatico (Spittle Records)
- 2023 - Tiresia - Sirene (Ivreatronic)

## Musiche per teatro

### Con la compagnia di danza Gruppo Nanou
- Strettamente Confidenziale (come Ronin)
- We Want Miles (in a silent way) (come Bruno Dorella)
- Miasma: Arsura (come OvO)
- Paradiso (come Bruno Dorella)

### Con la compagnia teatrale Lenz
- Aeneis V: Di Quali Pene E Torture (come OvO)

### Con la compagnia di danza Nervitesi
- Lisoladiplatica (come Bruno Dorella)

### Con ErosAntEros
- Libia (tratto dal fumetto di Gianluca Costantini, come Bruno Dorella)

### Con la compagnia teatrale Linguaggicreativi
- Tiresia (Giovane Vecchio Uomo Donna) (come Tiresia)